# Eleição municipal de Arapiraca em 2016
A eleição municipal da cidade brasileira de Arapiraca em 2016 ocorreu no dia 2 de outubro de 2016, como parte do conjunto de eleições municipais no Brasil que ocorreram no mesmo ano. Na ocasião, foram eleitos um prefeito, vice-prefeito e 17 vereadores para a Câmara Municipal da cidade.
A campanha eleitoral contou com a participação de 4 candidatos a prefeito. A prefeita em exercício, Célia Rocha, do PTB,  apesar de apta, não concorreu a reeleição. O primeiro turno foi realizado em 02 de outubro de 2016. Rogério Teófilo, candidato pelo PSDB, foi eleito com 40.389 votos (38,04% dos votos válidos), seguido de Ricardo Nezinho, do PMDB, que obteve 40.130 votos (37,8%), uma vantagem de apenas 259 votos.
Na Câmara dos Vereadores, 203 candidatos concorreram ao pleito e 17 foram eleitos. Dentre os vereadores eleitos, 9 foram reeleitos. O PMDB foi o partido que conquistou o maior número de assentos, com 4 eleitos. Sergio do Sindicato foi o candidato mais votado, recebendo 5.116 votos (4,99% dos votos validos). Os candidatos eleitos tomaram posse em 1 de janeiro de 2017 para exercerem um mandato de quatro anos.

## Antecedentes
Na eleição municipal de 2012, Célia Rocha, então no PTB, venceu com 46,33% dos votos válidos, vencendo logo no primeiro turno em disputa com 3 adversários.

## Eleitorado
Estiveram aptos a votar 135.998 arapiraquenses.

## Candidaturas para a prefeitura
| Nº      | Prefeito(a)  | Prefeito(a)                                     | Prefeito(a)       | Vice-prefeito(a) | Vice-prefeito(a) | Vice-prefeito(a)                                  | Vice-prefeito(a)  | Coligação Partido(s)                                                                        |
| Nº      | Candidato(a) | Candidato(a)                                    | Partido Federação | Candidato(a)     | Candidato(a)     | Candidato(a)                                      | Partido Federação | Coligação Partido(s)                                                                        |
| ------- | ------------ | ----------------------------------------------- | ----------------- | ---------------- | ---------------- | ------------------------------------------------- | ----------------- | ------------------------------------------------------------------------------------------- |
| 11      |              | Tarcizo Freire Tarcizo Sampaio Freire           | PP                |                  |                  | Kléber Torres Sebastião Kléber Torres De Oliveira | SD                | A Mudanca que O Povo Quer PP PR SD PROS PTN PSDC PATRIOTA                                   |
| 15      |              | Ricardo Nezinho Ricardo Pereira Melo            | PMDB              |                  |                  | Yale Fernandes Yale Barbosa Fernandes             | PMDB              | Arapiraca, Juntos Por Novas Conquistas PMDB PSL PPS PMN PRTB PDT PRP PT PCdoB PTC PHS PTdoB |
| 45      |              | Rogerio Teófilo Rogerio Auto Teófilo            | PSDB              |                  |                  | Fabiana Dos Santos Cavalcante                     | PRB               | Unidos Por Uma Nova Arapiraca PRB PSC DEM PMB PSB PSDB PSD                                  |
| 50      |              | Lindomar Fferreira Lindomar Ferreira De Queiroz | PSOL              |                  |                  | Prof Sinesio Sinesio Silva Souza                  | PV                | A Verdadeira Mudanca PSOL PV                                                                |
| Fontes: |              |                                                 |                   |                  |                  |                                                   |                   |                                                                                             |

## Coligações proporcionais e candidatos à vereança
| Coligação                                                  | Partido | Partido | Candidaturas |
| ---------------------------------------------------------- | ------- | ------- | ------------ |
| Arapiraca, Juntos Por Novas Conquistas I (26 candidatos)   |         | PMDB    | 11           |
| Arapiraca, Juntos Por Novas Conquistas I (26 candidatos)   |         | PRTB    | 6            |
| Arapiraca, Juntos Por Novas Conquistas I (26 candidatos)   |         | PSL     | 5            |
| Arapiraca, Juntos Por Novas Conquistas I (26 candidatos)   |         | PDT     | 3            |
| Arapiraca, Juntos Por Novas Conquistas I (26 candidatos)   |         | PPS     | 1            |
| Arapiraca, Juntos Por Novas Conquistas II (25 candidatos)  |         | PRP     | 16           |
| Arapiraca, Juntos Por Novas Conquistas II (25 candidatos)  |         | PT      | 6            |
| Arapiraca, Juntos Por Novas Conquistas II (25 candidatos)  |         | PCdoB   | 3            |
| A Mudança que O Povo Quer I (24 candidatos)                |         | PP      | 20           |
| A Mudança que O Povo Quer I (24 candidatos)                |         | PR      | 4            |
| Por Uma Nova Arapiraca (24 candidatos)                     |         | PRB     | 13           |
| Por Uma Nova Arapiraca (24 candidatos)                     |         | PSD     | 4            |
| Por Uma Nova Arapiraca (24 candidatos)                     |         | DEM     | 3            |
| Por Uma Nova Arapiraca (24 candidatos)                     |         | PSB     | 3            |
| Por Uma Nova Arapiraca (24 candidatos)                     |         | PSDB    | 1            |
| A Mudança que O Povo Quer II (22 candidatos)               |         | PROS    | 9            |
| A Mudança que O Povo Quer II (22 candidatos)               |         | PEN     | 7            |
| A Mudança que O Povo Quer II (22 candidatos)               |         | PSDC    | 5            |
| A Mudança que O Povo Quer II (22 candidatos)               |         | PTN     | 1            |
| Arapiraca, Juntos Por Novas Conquistas III (18 candidatos) |         | PMN     | 16           |
| Arapiraca, Juntos Por Novas Conquistas III (18 candidatos) |         | PTdoB   | 2            |
| A Verdadeira Mudança (15 candidatos)                       |         | PSOL    | 11           |
| A Verdadeira Mudança (15 candidatos)                       |         | PV      | 4            |
|                                                            | PTC     | 25      |              |
|                                                            | PSC     | 24      |              |
| Fontes:                                                    |         |         |              |

## Resultados da eleição

### Prefeito
| Candidato(a) a prefeito  | Candidato(a) a prefeito   | Candidato(a) a vice-prefeito | Primeiro turno 02 de outubro de 2016 | Primeiro turno 02 de outubro de 2016 |
| Candidato(a) a prefeito  | Candidato(a) a prefeito   | Candidato(a) a vice-prefeito | Total                                | Percentagem                          |
| ------------------------ | ------------------------- | ---------------------------- | ------------------------------------ | ------------------------------------ |
|                          | Rogerio Teofilo (PSDB)    | Fabiana Pessoa (PRB)         | 40.389                               | 38,04%                               |
|                          | Ricardo Nezinho (PMDB)    | Yale Fernandes (PMDB)        | 40.130                               | 37,8%                                |
|                          | Tarcizo Freire (PP)       | Kléber Torres (SD)           | 23.850                               | 22,46%                               |
|                          | Lindomar Fferreira (PSOL) | Prof Sinesio (PV)            | 1.801                                | 1,7%                                 |
| Total de votos válidos   | Total de votos válidos    | Total de votos válidos       | 106.170                              | 106.170                              |
| Votos apurados           |                           |                              |                                      |                                      |
| Votos válidos            | Votos válidos             | Votos válidos                | 106.170                              | 90,51%                               |
| Votos em branco          | Votos em branco           | Votos em branco              | 3.280                                | 2,8%                                 |
| Votos nulos              | Votos nulos               | Votos nulos                  | 7.853                                | 6,69%                                |
| Total de votos apurados  | Total de votos apurados   | Total de votos apurados      | 117.303                              | 117.303                              |
| Eleitores                |                           |                              |                                      |                                      |
| Comparecimentos          | Comparecimentos           | Comparecimentos              | 117.303                              | 86,25%                               |
| Abstenções               | Abstenções                | Abstenções                   | 18.695                               | 13,75%                               |
| Total de eleitores aptos | Total de eleitores aptos  | Total de eleitores aptos     | 135.998                              | 135.998                              |
| Total de seções: 394     |                           |                              |                                      |                                      |
| Fontes:                  |                           |                              |                                      |                                      |

| Partido | Partido | Candidato         | Votos   | Votos (%) |
| ------- | ------- | ----------------- | ------- | --------- |
|         | PSDB    | Rogério Teófilo   | 40 389  | 38,04%    |
|         | PMDB    | Ricardo Nezinho   | 40 130  | 37,8%     |
|         | PP      | Tarcizo Freire    | 23 850  | 22,46%    |
|         | PSOL    | Lindomar Ferreira | 1 801   | 1,7%      |
| Totais  | Totais  | Totais            | 106 170 |           |
| Fonte:  |         |                   |         |           |

| Partido | Partido | Candidato                        | Votos   | Votos (%) |
| ------- | ------- | -------------------------------- | ------- | --------- |
|         | -       | Votos válidos                    | 106 170 | 78,07%    |
|         | -       | Votos brancos, nulos e abstenção | 29 828  | 21,93%    |
| Totais  | Totais  | Totais                           | 135 998 |           |
| Fonte:  |         |                                  |         |           |

### Composição da Câmara Municipal
|                          |                          |                 |                 |          |         |
| Nº                       | Partido                  | Votos populares | Votos populares | Assentos | ±       |
| Nº                       | Partido                  | Votos           | %               | Assentos | ±       |
| 15                       | PMDB                     | 18.583          | 16,91%          | 4        | Estável |
| 44                       | PRP                      | 8.005           | 7,29%           | 2        | 2       |
| 12                       | PDT                      | 7.552           | 6,87%           | 2        | 2       |
| 10                       | PRB                      | 6.477           | 5,9%            | 2        | 2       |
| 17                       | PSL                      | 10.523          | 9,58%           | 1        | 1       |
| 33                       | PMN                      | 7.238           | 6,59%           | 1        | 1       |
| 36                       | PTC                      | 6.598           | 6,01%           | 1        | 1       |
| 23                       | PPS                      | 5.260           | 4,79%           | 1        | 1       |
| 65                       | PCdoB                    | 3.865           | 3,52%           | 1        | 1       |
| 22                       | PR                       | 2.763           | 2,51%           | 1        | Estável |
| 40                       | PSB                      | 2.677           | 2,44%           | 1        | 1       |
| 11                       | PP                       | 7.572           | 6,89%           | 0        | -       |
| 20                       | PSC                      | 6.030           | 5,49%           | 0        | 1       |
| 55                       | PSD                      | 4.893           | 4,45%           | 0        | 3       |
| 13                       | PT                       | 3.736           | 3,4%            | 0        | 2       |
| 28                       | PRTB                     | 3.622           | 3,3%            | 0        | 1       |
| 45                       | PSDB                     | 1.606           | 1,46%           | 0        | 1       |
| 25                       | DEM                      | 847             | 0,77%           | 0        | -       |
| 50                       | PSOL                     | 600             | 0,55%           | 0        | -       |
| 51                       | PEN                      | 448             | 0,41%           | 0        | -       |
| 90                       | PROS                     | 345             | 0,31%           | 0        | -       |
| 27                       | PSDC                     | 308             | 0,28%           | 0        | -       |
| 70                       | PTdoB                    | 162             | 0,15%           | 0        | -       |
| 43                       | PV                       | 108             | 0,1%            | 0        | -       |
| 35                       | PMB                      | 27              | 0,02%           | 0        | -       |
| 31                       | PHS                      | 17              | 0,02%           | 0        | -       |
| 19                       | PTN                      | 10              | 0,01%           | 0        | -       |
| Total de votos válidos   | Total de votos válidos   | 109.872         | 109.872         | 17       | 17      |
| Votos apurados           |                          |                 |                 | 17       | 17      |
| Total de votos válidos   | Total de votos válidos   | 109.872         | 93,67%          | 17       | 17      |
| Votos em branco          | Votos em branco          | 3.495           | 2,98%           | 17       | 17      |
| Votos nulos              | Votos nulos              | 3.936           | 3,36%           | 17       | 17      |
| Total de votos apurados  | Total de votos apurados  | 117.303         | 117.303         | 17       | 17      |
| Eleitores                |                          |                 |                 | 17       | 17      |
| Comparecimentos          | Comparecimentos          | 117.303         | 86,25%          | 17       | 17      |
| Abstenções               | Abstenções               | 18.695          | 13,75%          | 17       | 17      |
| Total de eleitores aptos | Total de eleitores aptos | 135.998         | 135.998         | 17       | 17      |
| Fontes:                  |                          |                 |                 |          |         |

### Vereadores eleitos
| Candidato(a) | Candidato(a)           | Partido | Votos | Votos       | Cidade de origem  | Unidade federativa/País |
| Candidato(a) | Candidato(a)           | Partido | Total | Percentagem | Cidade de origem  | Unidade federativa/País |
| ------------ | ---------------------- | ------- | ----- | ----------- | ----------------- | ----------------------- |
|              | Sergio Do Sindicato    | PPS     | 5.116 | 4,99%       | Arapiraca         | Alagoas                 |
|              | Rogério Nezinho        | PMDB    | 4.043 | 3,94%       | Arapiraca         | Alagoas                 |
|              | Leo Saturnino          | PMDB    | 3.622 | 3,53%       | Arapiraca         | Alagoas                 |
|              | Fabio Henrique         | PCdoB   | 3.295 | 3,21%       | Arapiraca         | Alagoas                 |
|              | Fabiano Leão           | PMDB    | 3.108 | 3,03%       | Arapiraca         | Alagoas                 |
|              | Edvanio Do Ze Baixinho | PSL     | 3.058 | 2,98%       | Arapiraca         | Alagoas                 |
|              | Gilvânia Barros        | PMDB    | 3.007 | 2,93%       | Girau do Ponciano | Alagoas                 |
|              | Professora Graça       | PDT     | 2.816 | 2,74%       | Taquarana         | Alagoas                 |
|              | Sargento Moises        | PDT     | 2.537 | 2,47%       | Arapiraca         | Alagoas                 |
|              | Dr. Fábio              | PR      | 2.422 | 2,36%       | Arapiraca         | Alagoas                 |
|              | Aurelia Fernandes      | PSB     | 2.401 | 2,34%       | Maceió            | Alagoas                 |
|              | Thiago Ml              | PMN     | 2.146 | 2,09%       | Recife            | Pernambuco              |
|              | Pablo Fenix            | PRB     | 2.020 | 1,97%       | Arapiarac         | Alagoas                 |
|              | Willomaks              | PRP     | 1.927 | 1,88%       | Arapiraca         | Alagoas                 |
|              | Melquisedec            | PRB     | 1.905 | 1,86%       | Arapiraca         | Alagoas                 |
|              | Jário Barros           | PRP     | 1.894 | 1,85%       | Arapiraca         | Alagoas                 |
|              | Pastor Marcos Caetano  | PTC     | 1.058 | 1,03%       | Maceió            | Alagoas                 |
| Fontes:      |                        |         |       |             |                   |                         |